# 교원 단체
교원 단체(Teachers Union)는 교사들의 권익 보호를 위한 이익 단체이다. 대표적인 국제 기구로는 국제교육연맹(Eucation International)이 있으며, 한국과 일본 등 세계의 주요 교직원 단체가 여기에 가입되어 있다.

## 국제 단체

### 국제교육연맹
국제교육연맹(Education International, EI)은 국제노동기구 (ILO), 유엔 경제사회이사회, 유엔 교육과학 문화기구 등의 NGO 자문 기관이다. EI는 세계에서 173 개국에서 402개의 조직과 약 3,000만명의 교사와 교직원이 가입한 국제기구이다. 아시아 태평양에서는 한국, 일본, 홍콩, 싱가폴, 인도, 뉴질랜드, 태국을 비롯하여 36개국 76개의 조직이 있으며, 한국에는 교총(KFTA)과 전국교직원노동조합(KTU), 한국교수연합(KPU)도 이곳에 가맹되어 있다.

## 지역 단체

### 미국

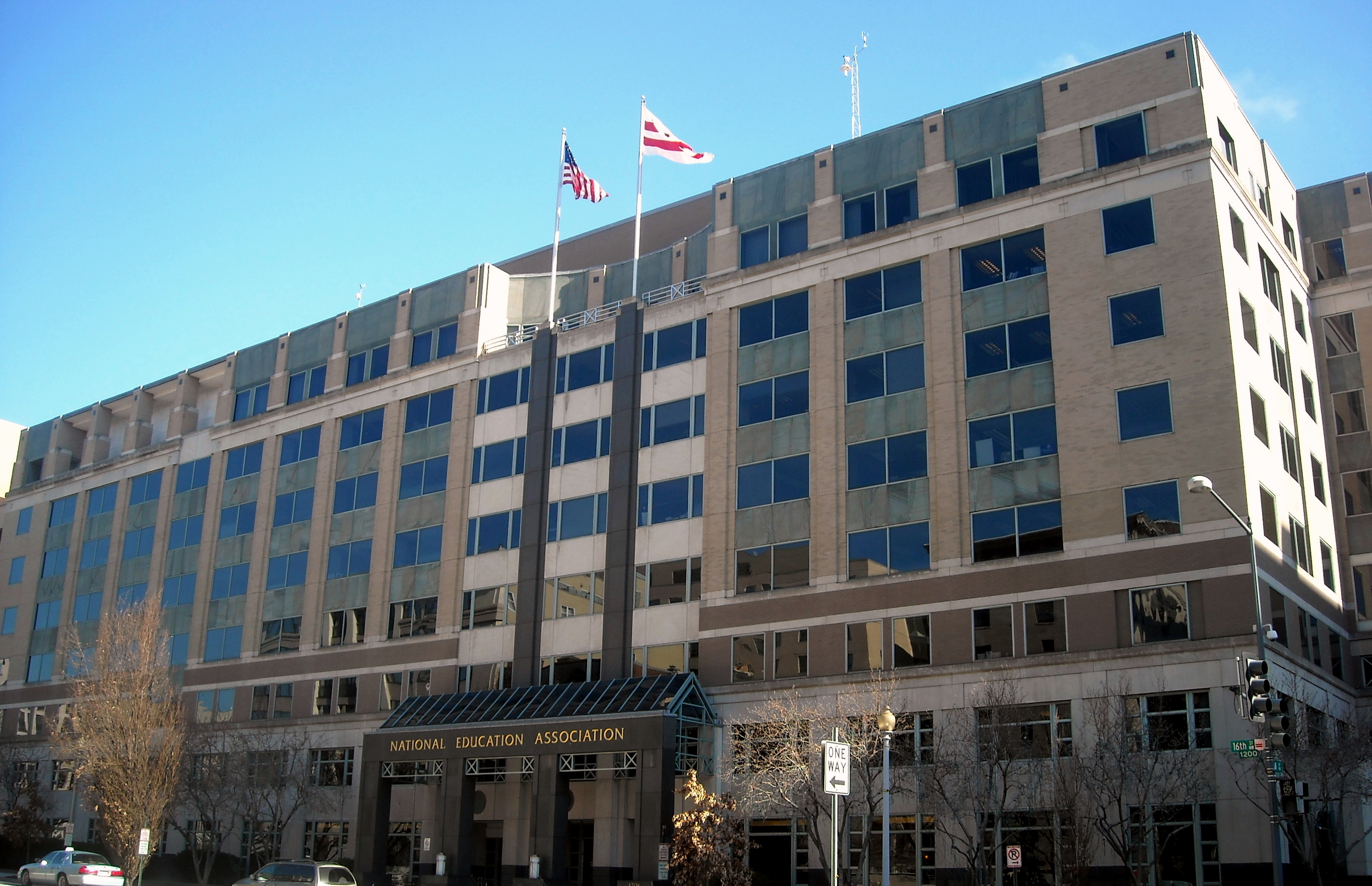
워싱턴 D.C.에 있는 전국교육연합 본부

미국은 양 대 교원단체인 1857년 설립된 《전국교육연합》(NEA)와 1916년 설립된 《미국교사연맹》(AFT)가 있으며 다음과 같다.
- NEA(National Education Association): 《전국교육연합》
- AFT(American Federation of Teachers): 《미국교사연맹》

NEA는 워싱턴 D.C.에 본부를 두고 320만의 회원이 있으며, EI에 가입되어 있다. AFT는 2008년을 기준으로 856,178명의 회원을 가지고 있으며, 워싱턴 D.C.에 본부를 두고 있다. 마찬가지로 미국노동총연맹산업별노동조합회의(AFL-CIO)와 EI의 국제 기구에 가입된 단체다.

### 영국
영국은 1980년에 창설된 《전국교사조합》(National Union of Teachers, NUT)을 시작으로 여러 단체들이 생겨났다. NUT는 10만명 이상의 조합원을 가지고 있으며, 그 외에도 《전국교사연합》(National Association Of Schoolmasters, NAS), 《여교사 연합》(Union of Women Teachers, UWT), 《교사, 교직원 연맹》(Association Of Teachers And Lecturers, ATL) 등이 있다.

### 일본
일본의 대표적인 교원단체로는 일본교직원조합(약칭 日教組, JTU)이 있으며, 2차 세계대전이 끝난 직후인 1947년 6월 8일 세 교직원 단체가 합동하여 결성되었다. 일본 교원단체(노조) 중 최대 회원 수(약 35만명)를 보유하고 있고, EI의 가맹단체이다.

### 오스트레일리아
《오스트레일리아 교원노조》(National Tertiary Education Union, NTEU)이 있으며, 초중고 그리고 대학의 교사, 교직원, 연구원의 이익을 대변하고 있다. 현재 26,000명의 조합원을 가지고 있다.

### 한국
EI에 가맹된 단체로는 한국교원단체총연합회와 전국교직원노동조합가 있다. 1991년 1월 6일 교원의 《노동조합설립및운영등에관한법률》이 국회를 통과되자, 같은 해 5월 16일 《한국교원노동조합》 전국위원회 창립 및 보고대회를 가지고 교총에서 분리되어 나왔다. 그 후 설립된 단체에는 2006년 1월 6일 《자유교원조합》 (약칭 자교조), 2008년 11월 26일에는 《대한민국교원조합》 (약칭 대한교조)이 있다.

#### 한국교원단체총연합회
한국교원단체총연합회는 약칭 교총이라고 하며, 1949년 제정된 《교육법》 제80조에 의해 교사들의 단결권이 인정되어 교원단체로 설립되었다. 1960년 4·19혁명 이후에 《한국교원노동조합》이 결성되었으나, 1961년 5·16 군사정변 이후 불법으로 규정되어 해체되었다. 1989년 5월 28일 전국교직원노동조합(전교조)가 공식 출범하게 된다. 그러나 전교조는 실정법상 불법으로 규정되어 정부의 허용불가 방침 발표 이후 해체를 요구받게 되었다. 전교조의 출현으로 《대한교육연합회》가 창립 이후 최대의 위기를 맞게 되자 1989년 12월 조직 개편을 서두르는 한편 그 명칭을 한국교원단체총연합회(한국교총)로 변경하였다.
본부는 서울특별시 서초구 태봉로 114 (우면동)에 위치하고 있다.

#### 전국교직원노동조합
전국교직원노동조합은 약칭 전교조라도고 하며, 1986년 5월 10일 YMCA중등교육자협회가 제1회 교사의 날을 개최한 자리에서 전국에서 600여 명의 일선 교사가 서명한 《교육민주화선언문》이 발표되었다. 이 일로 수십 명의 교사가 구속되었다.  이를 계기로 1987년 '초·중·고등학교의 평교사'들이 〈민족, 민주, 인간화 교육〉을 이념으로 하는 <참교육의 실천>을 위해 《전국교사협의회》를 구성하였다. 이때 전국에서 평교사의 10%에 해당하는 3만명의 회원을 확보하였다. 1989년 5월 28일 전국교직원노동조합(전교조)으로 공식 출범하였지만, 노태우 정부에서는 이를 불법으로 간주하였다. 1999년 1월 6일 교원의 《노동조합 설립 및 운영 등에 관한 법률》이 국회에서 의결되어 전교조는 합법적인 노동조합이 되었다.
본부는 서울특별시 서대문구 경기대로 82 (충정로2가)에 위치하고 있다.

#### 한국교원노동조합
한국교원노동조합은 약칭 한교조라고도 하며,  1999년 1월 6일 교원의 《노동조합 설립 및 운영 등에 관한 법률》이 국회에서 통과되자 같은 해 5월 16일 《한국교원노동조합》 전국위원회 창립 및 보고대회를 가지고 교총에서 분리되어 나왔다.
본부는 서울특별시 영등포구 국제금융로6길 26 (여의도동)에 위치하고 있다.

#### 자유교원조합
자유교원조합은 약칭 자교조라고 하며, 2006년 1월 6일 조전혁 《자유주의교육운동연합》 상임대표는 《전교조》에 대항하는 《자유교원조합》을 설립한다고 밝혔다. 《자유교원조합》에는 신지호 자유주의연대 대표, 이명희 공주대 교수 등 뉴라이트 운동가들이 지도위원으로 참여하였다.
본부는 서울특별시 용산구 한강대로17길 11 (한강로3가)에 위치하고 있다.

#### 대한민국교원조합
대한민국교원조합(Korea Teachers Union)은 약칭 <대한교조(KOTU)>라고 한다. 2021년 부터 임기를 시작한 조윤희 교사 4대 위원장으로 활동중에 있으며, 그 외 중앙조직의 정비를 마쳤다. 2008년 설립된 대한교조(KOTU)는 2021년 이후 서울, 경기, 충북, 부산, 인천, 세종ㆍ충남, 대구ㆍ경북 등 7개 지부를 새롭게 정비했으며, 광주 지부를 추가해 전국적인 노동조합으로 위상을 갖추고 교육의 본질을 고민하며 교사의 전문성을 연마하는 교사들의 단체로 거듭나고자 한다. (홈페이지 : https://kotu.or.kr/)
대한교조(KOTU)는 ▲현장 지향 활동 강화 및 교사들의 교권 보호 ▲정책조직 활성화 및 교섭권 강화 ▲교사의 전문성 향상을 위한 연구 활동 지원 등 3대 기조를 토대로 수업 잘하는 교사, 책임감 있는 교사, 올바른 교육을 전하는 조력자를 지향한다.
특히 ▲교사의 교원지방직화 반대 ▲교원평가제 개선 추진 ▲단위학교별 교권보호위원회 운영 강화 ▲돌봄 지자체 이관 및 초등교사 자격증 보유자들의 시간 선택형 돌봄교사 추진 ▲회복적 생활교육 적용 ▲학생들의 학교 선택권 보장 교육 콘텐츠 허브 구축 등을 실천 과제로 제시한다. 

## 관련 법률
교원 단체에 관한 법률은 대체적으로 전 세계적으로 유사하며, 대한민국에서는 다음과 같은 법률 등이 있다. 그러나 이 규정의 적용에 대해서는 헌법에 배치되는 부분이 있어 일본을 비롯한 전 세계적으로도 논란이 되고 있다.

### 노동조합설립및운영등에 관한 법률
1999년 1월 6일 교원의 《노동조합설립및운영등에관한법률》이 국회를 통과했다. 이에 따라서 전국교직원노동조합은 합법적인 노동조합이 되었고, 같은 해 5월 16일 《한국교원노동조합》 전국위원회 창립 및 보고대회를 열고 한교조 또한 한국교원단체총연합회에서 분리되었다.

### 국가공무원법
65조는 공무원의 정치운동을 규정하였다.
(정치 운동의 금지) (1) 공무원은 정당이나 그 밖의 정치단체의 결성에 관여하거나 이에 가입할 수 없다.
(2) 공무원은 선거에서 특정 정당 또는 특정인을 지지 또는 반대하기 위한 다음의 행위를 하여서는 아니 된다.
1. 투표를 하거나 하지 아니하도록 권유 운동을 하는 것
2. 서명 운동을 기도(企圖)·주재(主宰)하거나 권유하는 것
3. 문서나 도서를 공공시설 등에 게시하거나 게시하게 하는 것
4. 기부금을 모집 또는 모집하게 하거나, 공공자금을 이용 또는 이용하게 하는 것
5. 타인에게 정당이나 그 밖의 정치단체에 가입하게 하거나 가입하지 아니하도록 권유 운동을 하는 것
(3) 공무원은 다른 공무원에게 제1항과 제2항에 위배되는 행위를 하도록 요구하거나, 정치적 행위에 대한 보상 또는 보복으로서 이익 또는 불이익을 약속하여서는 아니 된다.
(4) 제3항 외에 정치적 행위의 금지에 관한 한계는 국회규칙, 대법원규칙, 헌법재판소규칙, 중앙선거관리위원회규칙 또는 대통령령으로 정한다.[전문개정 2008.3.28]
66조는 공무원의 집단 행위를 금지하였으며, 구체적인 규정은 다음과 같다.
(집단 행위의 금지) (1) 공무원은 노동운동이나 그 밖에 공무 외의 일을 위한 집단 행위를 하여서는 아니 된다. 다만, 사실상 노무에 종사하는 공무원은 예외로 한다.
(2) 제1항 단서의 사실상 노무에 종사하는 공무원의 범위는 국회규칙, 대법원규칙, 헌법재판소규칙, 중앙선거관리위원회규칙 또는 대통령령으로 정한다.
(3) 제1항 단서에 규정된 공무원으로서 노동조합에 가입된 자가 조합 업무에 전임하려면 소속 장관의 허가를 받아야 한다.
(4) 제3항에 따른 허가에는 필요한 조건을 붙일 수 있다. [전문개정 2008.3.28]

### 사립학교법
《사립학교법》은 공립이나 국립에 속하지 않은 교원과 교원 단체를 대상으로 적용되는 법률이다.

## 같이 보기
- 한국교원단체총연합회
- 전국교직원노동조합
- 교원양성제도
- 교직과정
- 교육정보화 지표
- 교원평가제
- (영어) Education International

### EI 가맹단체
- 한국교원단체총연합회
- 전국교직원노조

### 뉴라이트 계열
- 자유교원조합
- 대한민국교원조합
- 한국교원노동조합